# Cryptotriton nasalis
Cryptotriton nasalis é uma espécie de salamandra da família Plethodontidae.
Pode ser encontrada nos seguintes países: Honduras e possivelmente em Guatemala.
Os seus habitats naturais são: regiões subtropicais ou tropicais húmidas de alta altitude.
Está ameaçada por perda de habitat.